# Bakia reticulata
Bakia reticulata är en fjärilsart som beskrevs av Turner 1946. Bakia reticulata ingår i släktet Bakia och familjen vecklare. Inga underarter finns listade i Catalogue of Life.